# Любови капец!
Любови капец! Live’95 —  концертний альбом, перший реліз гурту Ляпис Трубецкой, який було випущено в червні 1995 року на касеті.

## Список композицій
1. Чахоточный мальчик рубит дрова
2. Ау
3. Меланхолия
4. Паренек под следствием
5. Эстрадная
6. Абы-чо
7. Парагалактика
8. Любови капец
9. Вау, Вау, Цики Цик

Автор слів та музики — Сергій Міхалок.

## Музиканти
- Сергій Міхалок — вокал, акордеон
- Руслан Владико — гітара
- Олег Устинович — бас-гітара
- Олексій Любавін — барабани

## Історія альбому
Цей альбом є найпершим релізом групи «Ляпис Трубецкой». являє собою запис концерту в Мінському альтернативному театрі весною 1995 року в рамках серії виступів «Рок-Абонемент». Запис був випущений накладом 100 екземплярів на аудіокасетах. Однак в 1996 році після виходу успішного альбому «Ранетое сердце» наклад «Любови капец» був додрукований. Цей альбом вважається колекційним раритетом.
Існує два варіанти оформлення: оригінальний (з малюнком О. Хацкевича, на якому зображений собака-мутант) та напівофіційний (де зображений Міхалок на фоні Московського кремля).
Авторами другого оформлення обкладинки є Станіслав Логвін та Валік Карпентер. У травні 1995 року було зроблено 36 дублів фотографії для даної касети. Фотографували Міхалка на природі, в районі Червеньского ринку в Мінську, неподалік від його тодішнього місця проживання. 